# Мирогој
Мирогој је средишње и највеће загребачко гробље, смештено на обронцима планине Медведнице. Мирогој је такође парк и уметничка галерија на отвореном. 

## Историја
Недалеко од мртвачнице, у периоду између 1852. и 1873. године налазио се летњиковац Људевита Гаја, предводника Илирског препорода. Након његове смрти власти су 1873. откупиле цело имање и обновиле средишње загребачко гробље према томе. Гробље је службено отворено 6. новембра 1876. године, а прва сахрана извршена је дан касније.
Познати аустријски архитекта Херман Боле (Hermann Bollé) пројектовао је облик гробља, употребивши монументалну композицију аркада, павиљона и купола, испреплетену са богатим растињем, додајући галерију скулптура.
Поред осталих грађевина, на Мирогоју се налази и православна Капела светих апостола Петра и Павла на Мирогоју, у власништву Митрополије загребачко-љубљанске Српске православне цркве.

## Уметничка дела
На гробљу Мирогој налазе се и вредни споменици неких уметника:
- Антуна Аугустинчића
- Душана Џамоње
- Роберта Франгеша-Михановића
- Ђуре Кавурића
- Ивана Мештровића
- Еде Муртића
- Вање Радауша

## Познати људи сахрањени на Мирогоју
- Људевит Гај
- Влатко Мачек
- Максимилиан Његован
- Савић Марковић Штедимлија
- Петар Прерадовић
- Отон Кучера
- Владимир Прелог
- Стјепан Радић
- Тин Ујевић
- Мирослав Крлежа
- Дражен Петровић
- Крешимир Ћосић
- Фрањо Туђман
- Исидор Добровић
- Павле Аршинов
- Жарко Згоњанин
- Аки Рахимовски